# Beta Minitrial
La Minitrial è una motocicletta da Trial prodotta dalla Beta Motor a partire dal 2003 per i giovani ragazzi (di 6-9 anni) che vengono avvicinati a questo sport.

## Descrizione
Il telaio e le impostazioni di guida sono del tutto simili alle gamma da competizione, mentre il motore della sola cilindrata 50 cm³ si avvicina molto ai mezzi stradali da enduro o fuoristrada, sia come caratteristiche che come prestazioni